# Exploitatie

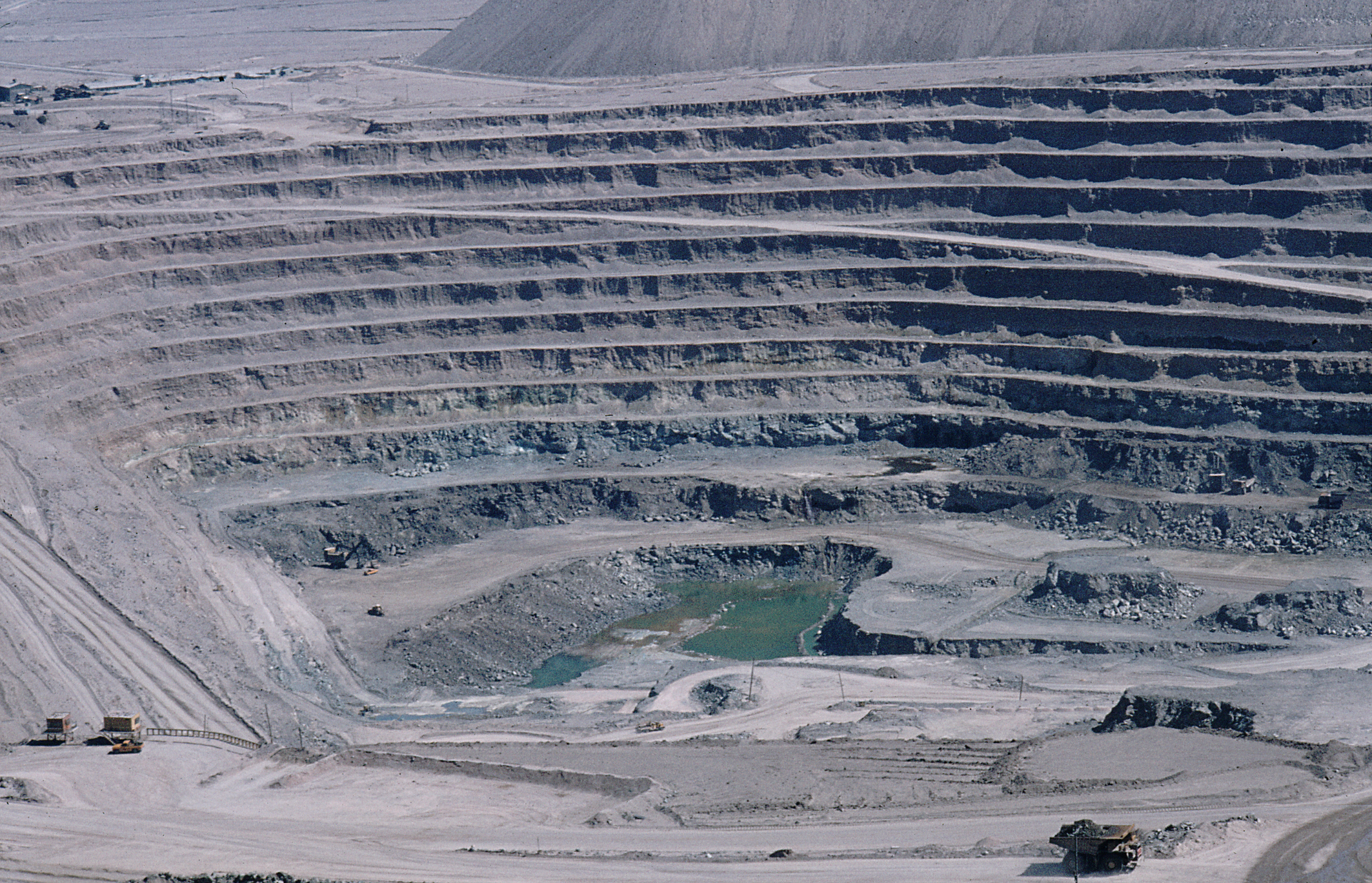
Ontginning van een mijn in Peru.

Bij het uitbaten, exploiteren of runnen wordt geprobeerd een bepaalde zaak of eigendom winstgevend te maken. Het kan gaan om het ontginnen van een mijn, het gebruik van een gebouw of een product, het beheren van een windturbinepark of het uitvoeren van een lijndienst. 
In het bijzonder wanneer het over mensen gaat, wordt het ook in negatieve context gebruikt, als een synoniem van uitbuiting. Wanneer een bezitting te intensief gebruikt wordt is er sprake van overexploitatie. Indien de kosten hoger zijn dan de opbrengst spreekt men van een exploitatietekort. 